# Korać-Cup 1985/86
Die Saison 1985/86 war die 15. Spielzeit des Korać-Cup, der von der FIBA Europa ausgetragen wurde.
Den Titel gewann Banco di Roma Virtus aus Italien.

## Modus
Es nahmen 26 Mannschaften aus 9 Nationen teil. Nach der Qualifikationsrunde spielten 20 Teams eine Ausscheidungsrunde. Die Gewinner dieser Spiele qualifizierten sich für die Gruppenphase, die aus vier Gruppen mit je vier Teams bestand. Der Erstplatzierte jeder Gruppe erreichte das Halbfinale, gefolgt vom Finale.
Die Sieger der Spielpaarungen in der Qualifikationsrunde, der 1. Runde und im Halbfinale, sowie des Finals wurden in Hin- und Rückspiel ermittelt.

## 1. Runde (Qualifikation)
|                            | Gesamt  |                              | Hinspiel | Rückspiel |
| -------------------------- | ------- | ---------------------------- | -------- | --------- |
| Keravnos Strovolou         | 96:267  | Hapoel Tel Aviv              | 38:140   | 58:127    |
| Manchester Giants          | 172:207 | CB CAI Saragossa             | 83:90    | 89:117    |
| Super Cracks Werkendam     | 167:218 | Caja de Àlava Vitoria        | 73:88    | 94:130    |
| BBC Monthey                | 180:178 | ASVEL Basket Lyon            | 74:83    | 76:95     |
| Solent Stars Southampton   | 150:170 | Standard Lüttich BC          | 68:77    | 82:93     |
| Lewski Sofia               | 188:191 | PAOK Thessaloniki            | 105:87   | 83:104    |
| Iraklis Thessaloniki       | 168:174 | Spartak Plewen               | 92:78    | 76:98     |
| Universität Çukurova Adana | 160:207 | Berloni Pallacanestro Torino | 86:93    | 74:114    |
| Eczacıbaşı SK Istanbul     | 160:162 | BG Steiner Bayreuth          | 86:79    | 74:83     |
| Urheilijat Uusikaupungin   | 196:201 | DTV Charlottenburg Berlin    | 103:95   | 93:106    |
| AB Contern                 | 143:209 | KK Partizan Belgrad          | 83:108   | 60:101    |
| ESM Challans               | 187:175 | Spirale Herstal Lüttich      | 99:94    | 88:81     |
| AEK Athen                  | 193:192 | Soproni MAFC                 | 105:107  | 88:85     |
| Tyrolie Wienerwald Wien    | 123:140 | SSV Hagen                    | 70:84    | 53:56     |
| Hapoel Holon               | 134:141 | Olympique d’Antibes          | 74:62    | 60:79     |
| Panionios Athen            | 148:128 | BC Renault Gent              | 72:64    | 76:64     |
| APOEL Nikosia              | 156:313 | KK Zadar                     | 40:121   | 116:192   |
| BBC Amicale                | 108:212 | CB Cabaolat Granollers       | 59:105   | 49:107    |
| Regenerin Klagenfurt       | 141:234 | Maes Pils Mechelen           | 69:109   | 72:125    |

## Teilnehmer
| Teilnehmer     | Teilnehmer | Teilnehmer                   | Teilnehmer                  | Teilnehmer             | Teilnehmer           |
| Land           | Anzahl     | Mannschaften                 | Mannschaften                | Mannschaften           | Mannschaften         |
| -------------- | ---------- | ---------------------------- | --------------------------- | ---------------------- | -------------------- |
| Frankreich     | 4          | Élan Béarnais Orthez         | Olympique d’Antibes         | ESM Challans           | ASVEL Basket Lyon    |
| Italien        | 4          | Berloni Pallacanestro Torino | Mobilgirgi Juventus Caserta | Banco di Roma Virtus   | Pallacanestro Varese |
| Jugoslawien    | 4          | KK Roter Stern Belgrad       | KK Partizan Belgrad         | KK Bosna Sarajevo      | KK Zadar             |
| Spanien        | 4          | Caja de Àlava Vitoria        | CB Breogán Lugo             | CB Cacaolat Granollers | CB CAI Saragossa     |
| BR Deutschland | 3          | BG Steiner Bayreuth          | DTV Charlottenburg Berlin   | SSV Hagen              |                      |
| Griechenland   | 3          | AEK Athen                    | Panionios Athen             | PAOK Thessaloniki      |                      |
| Belgien        | 2          | Maes Pils Mechelen           | Standard Lüttich BC         |                        |                      |
| Bulgarien      | 1          | BK Spartak Plewen            |                             |                        |                      |
| Israel         | 1          | Hapoel Tel Aviv              |                             |                        |                      |

## 2. Runde
|                           | Gesamt  |                              | Hinspiel | Rückspiel |
| ------------------------- | ------- | ---------------------------- | -------- | --------- |
| Hapoel Tel Aviv           | 197:193 | CB CAI Saragossa             | 104:89   | 93:104    |
| Caja de Àlava Vitoria     | 172:182 | ASVEL Basket Lyon            | 84:94    | 88:88     |
| Standard Lüttich BC       | 157:188 | PAOK Thessaloniki            | 81:96    | 76:92     |
| Spartak Plewen            | 178:197 | Berloni Pallacanestro Torino | 90:96    | 88:101    |
| BG Steiner Bayreuth       | 148:173 | Mobilgirgi Juventus Caserta  | 80:86    | 68:87     |
| DTV Charlottenburg Berlin | 168:223 | KK Partizan Belgrad          | 89:96    | 79:129    |
| ESM Challans              | 188:162 | AEK Athen                    | 102:77   | 86:85     |
| SSV Hagen                 | 65:66   | Olympique d’Antibes          | 2        | 65:66     |
| Panionios Athen           | 151:189 | KK Zadar                     | 78:97    | 73:92     |
| CB Cacaolat Granollers    | 177:176 | Maes Pils Mechelen           | 94:91    | 83:85     |

- Außerdem für die Gruppenphase qualifiziert durch Freilos:  Pallacanestro Varese & Banco di Roma Virtus,  Roter Stern Belgrad & KK Bosna Sarajevo,  CB Breogán Lugo,  Élan Béarnais Orthez

## Gruppenphase

### Gruppe A
| Team                      | Sp | S | N | P+  | P-  |
| ------------------------- | -- | - | - | --- | --- |
| 1. Pallacanestro Varese   | 6  | 4 | 2 | 517 | 472 |
| 2. KK Roter Stern Belgrad | 6  | 4 | 2 | 584 | 549 |
| 3. ASVEL Basket Lyon      | 6  | 4 | 2 | 541 | 522 |
| 4. CB Breogán Lugo        | 6  | 0 | 6 | 516 | 615 |

### Gruppe B
| Team                    | Sp | S | N | P+  | P-  |
| ----------------------- | -- | - | - | --- | --- |
| 1. Olympique d’Antibes  | 6  | 4 | 2 | 513 | 478 |
| 2. Berloni Pall. Torino | 6  | 4 | 2 | 548 | 525 |
| 3. KK Zadar             | 6  | 2 | 4 | 509 | 516 |
| 4. PAOK Thessaloniki    | 6  | 2 | 4 | 484 | 535 |

### Gruppe C
| Team                    | Sp | S | N | P+  | P-  |
| ----------------------- | -- | - | - | --- | --- |
| 1. Banco di Roma Virtus | 6  | 4 | 2 | 547 | 500 |
| 2. Hapoel Tel Aviv      | 6  | 4 | 2 | 531 | 546 |
| 3. KK Bosna Sarajevo    | 6  | 3 | 3 | 581 | 584 |
| 4. ESM Challans         | 6  | 1 | 5 | 514 | 543 |

### Gruppe D
| Team                           | Sp | S | N | P+  | P-  |
| ------------------------------ | -- | - | - | --- | --- |
| 1. Mobilgirgi Juventus Caserta | 6  | 5 | 1 | 553 | 505 |
| 2. Élan Béarnais Orthez        | 6  | 3 | 3 | 551 | 528 |
| 3. KK Partizan Belgrad         | 6  | 3 | 3 | 578 | 594 |
| 4. CB Cacaolat Granollers      | 6  | 1 | 5 | 517 | 572 |

## Halbfinale
|                      | Gesamt  |                             | Hinspiel | Rückspiel |
| -------------------- | ------- | --------------------------- | -------- | --------- |
| Pallacanestro Varese | 159:162 | Mobilgirgi Juventus Caserta | 84:71    | 75:91     |
| Olympique d’Antibes  | 144:161 | Banco di Roma Virtus        | 69:78    | 75:83     |

## Finale
|                             | Gesamt  |                      | Hinspiel | Rückspiel |
| --------------------------- | ------- | -------------------- | -------- | --------- |
| Mobilgirgi Juventus Caserta | 150:157 | Banco di Roma Virtus | 78:84    | 72:73     |

- Final-Topscorer:  Leo Rautins (Banco di Roma Virtus): 21 Punkte